# Hummelo en Keppel
Hummelo en Keppel was tot 1 januari 2005 een gemeente in de Nederlandse provincie Gelderland. De gemeente telde toen 4528 inwoners (2004) en had een oppervlakte van 43,16 km² (waarvan 0,65 km² water).
De gemeente Hummelo en Keppel is op 1 januari 1818 ontstaan na de opheffing van de twee gemeenten Hummelo en Keppel. De gemeente Hummelo was daarbij gesplitst in een zelfstandige gemeente Ambt Doetinchem en een deel dat met Keppel werd samengevoegd. Per 1 januari 2005 is de gemeente samengegaan met Vorden, Steenderen, Zelhem en Hengelo tot de gemeente Bronckhorst.

## Kernen
Achter-Drempt, Eldrik, Hoog-Keppel (gemeentehuis), Hummelo, Laag-Keppel en Voor-Drempt.